# Bactris setosa
Bactris setosa es una especie de palma o palmera del género Bactris de la familia de las palmeras (Arecaceae). Habita en regiones cálidas del centro y este de América del Sur 
en el este del Brasil, donde es denominada comúnmente jacum, coco de Natal, marajá iba, tucum amarelo, tucum bravo, tucum do brejo, tucum piranga  y uva da terra.

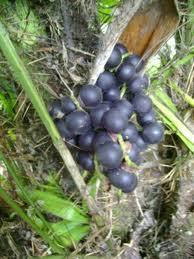
Frutos

## Distribución y hábitat
Esta palmera habita en el este y sudeste del Brasil, en los estados de: Bahía, Espírito Santo, Paraná, Río de Janeiro, São Paulo, Paraná, Santa Catarina y Río Grande del Sur.
Habita en áreas abiertas entre la foresta así como también en claros costeros de la mata atlántica próximos al mar.

## Taxonomía y características
Esta especie fue descrita originalmente en el año 1826 por el botánico alemán, Carl Friedrich Philipp von Martius.
Etimología
Ver: Bactris
El nombre específico setosa es un epíteto que viene del latín y significa 'piloso', que tiene 'pelos tiesos' o 'setas', en alusión a 

### Características
Es una palma espinosa, que presenta estípites agrupados, de 3 a 4 cm de diámetro y de 2 a 6 metros de alto. Forma matas densas, impenetrables a causa de las espinas amarillas (oscuros en la base y ápice) en la vaina, el peciolo y el raquis.
Frutos
Sus frutos, de mesocarpio dulce, son muy buscados por la fauna silvestre. Son de un largo de entre 15 a 20 mm y un ancho de entre 10 a 15 mm, con el epicarpo de coloración negro-vinácea al madurar. Los produce entre diciembre y febrero. Germinan luego de 4 meses. Un kilo de semillas contiene alrededor de 622, y uno de frutos maduros 433.